# Bitis gabonica
La vipera del Gabon (Bitis gabonica (Duméril, Bibron & Duméril, 1854)) è un serpente velenoso della famiglia dei Viperidi, diffuso nell'Africa subsahariana.

## Descrizione
Conosciuta anche come «la morte vestita a festa» per la colorazione particolare della sua livrea, è una delle specie più grandi della sottofamiglia Viperinae, raggiunge infatti in alcuni casi 2 metri di lunghezza ed 11 kg di peso, ed è superata solo dalla vipera del Gabon occidentale. Un ulteriore segno distintivo della Bitis Gabonica sono le due protuberanze situate all'estremità della testa dell'animale, simili a piccole corna. Il capo è di forma triangolare e massiccio, il corpo, molto tozzo, può raggiungere una circonferenza di 40 cm e presenta una forte muscolatura. Come in molti altri viperidi, questo è molto spesso nella parte centrale e va restringendosi con l'avvicinarsi alla coda, molto più sottile. Trattandosi di una specie solenoglifa, i denti veleniferi di questa vipera sono anteriori. Una loro altra particolarità è di avere una lunghezza superiore a quella delle altre specie di serpente velenose: possono raggiungere i 4,5 cm.
è infatti il serpente velenoso con i denti più lunghi esistente

## Biologia
Si nutre di mammiferi e uccelli; è un predatore da imboscata che sfrutta i suoi colori criptici per confondersi al meglio con il suo terreno di caccia, ricco di fogliame secco che ne aiuta la mimetizzazione. È una vipera notturna che passa la maggior parte della giornata nascosta. La sua indole, generalmente tranquilla dal momento che attacca soltanto se si sente minacciata, subisce un sensibile e drastico cambiamento durante la stagione degli amori. I maschi infatti sono molto più attivi e non esitano a mordere qualunque cosa possa minacciarli. La femmina può partorire fino a 50 esemplari completamente formati al termine di una gestazione che può durare oltre i 9 mesi.

### Veleno
Il suo morso è estremamente doloroso ed inietta con ciascuno di essi una dose pari a 600 mg di un veleno costituito da 35 proteine appartenenti a 12 famiglie di tossine. Questo ha un effetto citotossico e un'azione anticoagulante. Esiste un siero polivalente efficace per il veleno di questo rettile che va iniettato direttamente in vena.

## Habitat
Il suo areale comprende l'Africa Orientale e buona parte dell'Africa Subsahariana, Mozambico ed anche alcune regioni del Sudan. La Bitis gabonica rhinoceros invece si può trovare nell'Africa centro-occidentale.